# Dick Foran
Dick Foran, pseudonimo di John Nicholas Foran (Flemington, 18 giugno 1910 – Panorama City, 10 agosto 1979), è stato un attore statunitense.
Recitò dal 1934 al 1967 in oltre 90 film e dal 1950 al 1969 in oltre 60 produzioni televisive. È stato accreditato anche con i nomi Dick Foran the Singing Cowboy e Nick 'Dick' Foran. È conosciuto principalmente per le sue partecipazioni ai western musicali in voga al cinema tra la fine degli anni trenta e gli anni quaranta.

## Biografia
Dick Foran nacque a Flemington, in New Jersey, il 18 giugno 1910, primo dei cinque figli di Arthur F. ed Elizabeth Foran. Suo padre era un membro repubblicano del Senato del New Jersey così come lo era il fratello minore di Dick, Walter E. Foran. Dick era uno studente brillante e un buon atleta al liceo con una ottima voce e spesso cantava nel coro della chiesa. Dopo il diploma si iscrisse alla Princeton University per una laurea in geologia. Cominciò in questo periodo a frequentare corsi di recitazione e a mostrare un certo interesse per il teatro.
Studiò quindi musica al Leibling Studio di New York e cominciò ad esibirsi come cantante alla radio. Dopo essere diventato frontman in una band e dopo aver formato una sua orchestra, Foran fu assunto dalla Warner Bros. come attore non protagonista. In alcune produzioni si esibì anche come cantante in brevi sequenze. Ciò avvenne, infatti, in film come Primo amore (1934) con Janet Gaynor per la Fox Film Corporation. Il suo bell'aspetto contribuì ad aprirgli una buona carriera cinematografica. La sua prima apparizione come cowboy cantante nel suo primo ruolo da protagonista avvenne in Moonlight on the Prairie (1935). Altri film in cui impersonava un cowboy canterino furono Song of the Saddle (1936), Guns of the Pecos (1937), Empty Holsters (1937) e Cowboy from Brooklyn (1938).
Nel 1938, cominciò a lavorare per gli Universal Studios diversificando i generi delle produzioni cinematografiche alle quali prendeva parte; partecipò infatti in questo periodo a film d'orrore (come The Mummy's Tomb nel quale è il protagonista) o a film comici (Gianni e Pinotto tra i cowboys) e recitò anche a teatro in un musical di Broadway. All'inizio degli anni cinquanta cominciò anche una lunga carriera televisiva. Per la televisione, infatti, fu accreditato diverse volte grazie a numerose interpretazioni di personaggi minori. Un personaggio regolare fu invece quello di Slim in 17 episodi della serie O.K. Crackerby! dal 1965 al 1966. Interpretò inoltre numerosi altri personaggi secondari o ruoli da guest star in molti episodi di serie televisive dagli anni cinquanta alla fine degli anni sessanta. Nel 1960 apparve come Gabriel Marion, fratello del protagonista Francis Marion (eroe della guerra d'indipendenza americana, interpretato da Leslie Nielsen) nella miniserie The Swamp Fox, trasmessa all'interno del ciclo antologico della Walt Disney Disneyland.
Terminò la carriera televisiva interpretando King Beaumont nell'episodio Palm Springs Cowboy della serie Mayberry R.F.D. che fu mandato in onda il 29 dicembre 1969. Per quanto riguarda le interpretazioni cinematografiche, l'ultima è quella nel film Brighty of the Grand Canyon del 1967 in cui recita nel ruolo di un cercatore d'oro.
Ottenne una stella sulla Hollywood Walk of Fame. Morì a Panorama City, in California, il 10 agosto 1979 e fu seppellito al San Fernando Mission Cemetery di Mission Hills.

## Filmografia

### Cinema
- Il trionfo della vita (Stand Up and Cheer!), regia di Hamilton MacFadden (1934)
- Primo amore (Change of Heart), regia di John G. Blystone (1934)
- Student Tour, regia di Charles Reisner (1934)
- Gentlemen Are Born, regia di Alfred E. Green (1934)
- The Lottery Lover, regia di Wilhelm Thiele (1935)
- Ritornerà primavera (One More Spring), regia di Henry King (1935)
- It’s a Small World, regia di Irving Cummings (1935)
- The Farmer Takes a Wife, regia di Victor Fleming (1935)
- Accent on Youth, regia di Wesley Ruggles (1935)
- Ladies Love Danger, regia di H. Bruce Humberstone (1935)
- L'ammiraglio (Shipmates Forever), regia di Frank Borzage (1935)
- Moonlight on the Prairie, regia di D. Ross Lederman (1935)
- Paura d'amare (Dangerous), regia di Alfred E. Green (1935)
- La foresta pietrificata (The Petrified Forest), regia di Archie Mayo (1936)
- Song of the Saddle, regia di Louis King (1936)
- Treachery Rides the Range, regia di Frank McDonald (1936)
- Mogli di lusso (The Golden Arrow), regia di Alfred E. Green (1936)
- The Big Noise, regia di Frank McDonald (1936)
- La moglie del nemico pubblico (Public Enemy's Wife), regia di Nick Grinde (1936)
- L'irresistibile (Earthworm Tractors), regia di Ray Enright (1936)
- Trailin' West, regia di Noel M. Smith (1936)
- The Sunday Round-Up, regia di William Clemens – cortometraggio (1936)
- California Mail, regia di Noel M. Smith (1936)
- Guns of the Pecos, regia di Noel M. Smith (1937)
- Legione nera (Black Legion), regia di Archie Mayo e Michael Curtiz (1937)
- Land Beyond the Law, regia di B. Reeves Eason (1937)
- The Cherokee Strip, regia di Noel M. Smith (1937)
- California Mail, regia di Noel M. Smith (1937)
- Blazing Sixes, regia di Noel M. Smith (1937)
- Empty Holsters, regia di B. Reeves Eason (1937)
- The Devil's Saddle Legion, regia di Bobby Connolly (1937)
- Prairie Thunder, regia di B. Reeves Eason (1937)
- Sunday Night at the Trocadero, regia di George Sidney – cortometraggio (1937)
- Milionario su misura (The Perfect Specimen), regia di Michael Curtiz (1937)
- She Loved a Fireman, regia di John Farrow (1937)
- Love, Honor and Behave, regia di Stanley Logan (1938)
- Muraglia inviolabile (Over the Wall), regia di Frank McDonald (1938)
- Cowboy from Brooklyn, regia di Lloyd Bacon (1938)
- Quattro figlie (Four Daughters), regia di Michael Curtiz (1938)
- Boy Meets Girl, regia di Lloyd Bacon (1938)
- Io ti aspetterò (The Sisters), regia di Anatole Litvak (1938)
- Tragica attesa (Secrets of a Nurse), regia di Arthur Lubin (1938)
- Nel cuore del Nord (Heart of the North), regia di Lewis Seiler (1938)
- Inside Information, regia di Charles Lamont (1939)
- Profughi dell'amore (Daughters Courageous), regia di Michael Curtiz (1939)
- Sono colpevole (I Stole a Million), regia di Frank Tuttle (1939)
- Hero for a Day, regia di Harold Young (1939)
- Private Detective, regia di Noel M. Smith (1939)
- Four Wives, regia di Michael Curtiz (1939)
- I fucilieri delle Argonne (The Fighting 69th), regia di William Keighley (1940)
- Mia bella pollastrella (My Little Chickadee), regia di Edward F. Cline (1940)
- La casa dei sette camini (The House of the Seven Gables), regia di Joe May (1940)
- Winners of the West, regia di Ford Beebe e Ray Taylor (1940)
- Gli avventurieri di Santa Marta (Rangers of Fortune), regia di Sam Wood (1940)
- The Mummy's Hand, regia di Christy Cabanne (1940)
- Four Mothers, regia di William Keighley (1941)
- Horror Island, regia di George Waggner (1941)
- Allegri naviganti (In the Navy), regia di Arthur Lubin (1941)
- Riders of Death Valley, regia di Ford Beebe e Ray Taylor (1941)
- Quella notte con te (Unfinished Business), regia di Gregory La Cava (1941)
- The Kid from Kansas, regia di William Nigh (1941)
- Mob Town, regia di William Nigh (1941)
- Razzi volanti (Keep 'em Flying), regia di Arthur Lubin e Ralph Ceder (1941)
- Road Agent, regia di Charles Lamont (1941)
- Gianni e Pinotto tra i cowboys (Ride 'em Cowboy), regia di Arthur Lubin (1942)
- La mascotte dei fuorilegge (Butch Minds the Baby), regia di Albert S. Rogell (1942)
- Private Buckaroo, regia di Edward F. Cline (1942)
- The Mummy's Tomb, regia di Harold Young (1942)
- Keeping Fit, regia di Arthur Lubin – cortometraggio (1942)
- Behind the Eight Ball, regia di Edward F. Cline (1942)
- Hi, Buddy, regia di Harold Young (1943)
- He's My Guy, regia di Edward F. Cline (1943)
- Quella che non devi amare (Guest Wife), regia di Sam Wood (1945)
- Easy Come, Easy Go, regia di John Farrow (1947)
- Il massacro di Fort Apache (Fort Apache), regia di John Ford (1948)
- El Paso, regia di Lewis R. Foster (1949)
- Il capitano Gary (Deputy Marshal), regia di William Berke (1949)
- I quattro cavalieri dell'Oklahoma (Al Jennings of Oklahoma), regia di Ray Nazarro (1951)
- Il tesoro della montagna rossa (Treasure of Ruby Hills), regia di Frank McDonald (1955)
- Mi dovrai uccidere! (Please Murder Me), regia di Peter Godfrey (1956)
- Furia a Rio Apache (Sierra Stranger), regia di Lee Sholem (1957)
- Anonima omicidi (Chicago Confidential), regia di Sidney Salkow (1957)
- Thundering Jets, regia di Helmut Dantine (1958)
- Il grande rischio (Violent Road), regia di Howard W. Koch (1958)
- La piovra nera (The Fearmakers), regia di Jacques Tourneur (1958)
- La guerra di domani (The Atomic Submarine), regia di Spencer Gordon Bennet (1959)
- Il canale della morte (The Big Night), regia di Sidney Salkow (1960)
- Vivi con rabbia (Studs Lonigan), regia di Irving Lerner (1960)
- I tre della Croce del Sud (Donovan's Reef), regia di John Ford (1963)
- Lassie: A Christmas Tail, regia di Hollingsworth Morse (1963)
- Taggart - 5000 dollari vivo o morto (Taggart), regia di R.G. Springsteen (1964)
- Brighty of the Grand Canyon, regia di Norman Foster (1967)

### Televisione
- Suspense – serie TV, un episodio (1950)
- Studio One – serie TV, 6 episodi (1950-1954)
- The Chevrolet Tele-Theatre – serie TV, 2 episodi (1950)
- Kraft Television Theatre – serie TV, 4 episodi (1951-1954)
- Armstrong Circle Theatre – serie TV, un episodio (1951)
- Lux Video Theatre – serie TV, 2 episodi (1951)
- Letter to Loretta – serie TV, un episodio (1953)
- Four Star Playhouse – serie TV, 3 episodi (1954-1955)
- Justice – serie TV, 2 episodi (1954)
- The Best of Broadway – serie TV, un episodio (1954)
- Climax! – serie TV, 2 episodi (1955-1956)
- Damon Runyon Theater – serie TV, episodi 1x18-2x16 (1955-1956)
- The Ford Television Theatre – serie TV, 4 episodi (1955-1957)
- Waterfront – serie TV, un episodio (1955)
- The Public Defender – serie TV, 2 episodi (1955)
- Shower of Stars – serie TV, 2 episodi (1955)
- Stage 7 – serie TV, episodi 1x15-1x24 (1955)
- Wild Bill Hickok (Adventures of Wild Bill Hickok) – serie TV, un episodio (1955)
- My Favorite Husband – serie TV, un episodio (1955)
- The 20th Century-Fox Hour – serie TV, episodio 1x06 (1955)
- TV Reader's Digest – serie TV, episodio 2x10 (1955)
- Crossroads – serie TV, episodi 1x37-2x21-2x35 (1956-1957)
- The Bob Hope Show – serie TV, 2 episodi (1956-1958)
- The Red Skelton Show – serie TV, 5 episodi (1956-1962)
- The Forest Ranger, regia di Paul Landres – film TV (1956)
- Cavalcade of America – serie TV, un episodio (1956)
- Scienza e fantasia (Science Fiction Theatre) – serie TV, 4 episodi (1956)
- Matinee Theatre – serie TV, 3 episodi (1957-1958)
- State Trooper – serie TV, 2 episodi (1957-1959)
- Sheriff of Cochise – serie TV, un episodio (1957)
- The O. Henry Playhouse – serie TV, un episodio (1957)
- Papà ha ragione (Father Knows Best) – serie TV, un episodio (1957)
- On Trial – serie TV, un episodio (1957)
- Colt.45 – serie TV, un episodio (1957)
- The Millionaire – serie TV, un episodio (1957)
- Corky, il ragazzo del circo (Circus Boy) – serie TV, episodio 2x13 (1957)
- Lawman – serie TV, 2 episodi (1958-1962)
- Maverick – serie TV, episodio 1x15 (1958)
- Have Gun - Will Travel – serie TV, episodio 2x09 (1958)
- Disneyland – serie TV, 3 episodi (1959-1960)
- Ricercato vivo o morto (Wanted: Dead or Alive) – serie TV, episodi 1x20-3x12 (1959-1960)
- Perry Mason – serie TV, 3 episodi (1959-1961)
- Yancy Derringer – serie TV, episodio 1x13 (1959)
- The Dennis O'Keefe Show – serie TV, un episodio (1959)
- Playhouse 90 – serie TV, un episodio (1959)
- Richard Diamond (Richard Diamond, Private Detective) – serie TV, un episodio (1959)
- Laramie – serie TV, 4 episodi (1960-1962)
- Gli intoccabili (The Untouchables) – serie TV, un episodio (1960)
- Lassie – serie TV, 7 episodi (1961-1964)
- Westinghouse Preview Theatre – serie TV, un episodio (1961)
- The Deputy – serie TV, un episodio (1961)
- Ispettore Dante (Dante) – serie TV, episodio 1x18 (1961)
- Il dottor Kildare (Dr. Kildare) – serie TV, un episodio (1961)
- Five's a Family – serie TV (1961)
- Death Valley Days – serie TV, 4 episodi (1962-1965)
- Indirizzo permanente (77 Sunset Strip) – serie TV, episodio 4x41 (1962)
- Cheyenne – serie TV, un episodio (1962)
- Dakota (The Dakotas) – serie TV, episodio 1x07 (1963)
- Gunsmoke – serie TV, un episodio (1963)
- La grande avventura (The Great Adventure) – serie TV, episodio 1x07 (1963)
- Il virginiano (The Virginian) – serie TV, 4 episodi (1964-1968)
- O.K. Crackerby! – serie TV, 17 episodi (1965-1966)
- Gli uomini della prateria (Rawhide) – serie TV, episodio 8x12 (1965)
- Daniel Boone – serie TV, 2 episodi (1966-1969)
- Vacation Playhouse – serie TV, un episodio (1966)
- Off We Go – film TV (1966)
- Bonanza – serie TV, episodio 10x13 (1968)
- Adam-12 – serie TV, un episodio (1968)
- Mayberry R.F.D. – serie TV, un episodio (1969)

## Doppiatori italiani
- Emilio Cigoli in Gianni e Pinotto tra i cowboys, Razzi volanti, Il grande rischio
- Augusto Marcacci in Paura d'amare, I fucilieri delle Argonne
- Gualtiero De Angelis in Sono colpevole, I quattro cavalieri dell'Oklahoma
- Cesare Fantoni in Allegri naviganti
- Mario Pisu in Quattro figlie
- Giorgio Capecchi in El Paso
- Gioacchino Maniscalco in La foresta pietrificata (ridoppiaggio)[4]
- Renato Cortesi in Legione nera (doppiaggio tardivo)